# Matthias-Schmidt-Berg
Der Matthias-Schmidt-Berg im Harz ist ein etwa 663 m ü. NHN hoher Berg bei Sankt Andreasberg im Landkreis Goslar in Niedersachsen in Deutschland.

## Geographie

### Lage
Der Matthias-Schmidt-Berg liegt im Oberharz im Naturpark Harz. Er erhebt sich direkt südlich des Braunlager Stadtteils Sankt Andreasberg. Nordnordöstlicher Nachbar ist der Beerberg (658,1 m). Östlich entspringt der Sperrlutter-Zufluss Breitenbeek.

### Berghöhe
Der Matthias-Schmidt-Berg ist etwa 663 m hoch. Etwas östlich seines Gipfels ist auf topographischen Karten an einem Weg ein Messpunkt auf 661 m Höhe verzeichnet.

## Schutzgebiete
Bis auf die Ostflanke des Matthias-Schmidt-Bergs reichen Bereiche des mehrteiligen Naturschutzgebiets Bergwiesen bei St. Andreasberg (CDDA-Nr. 162388; 1992 ausgewiesen; 2,166 km² groß) und des (gleichnamigen) Fauna-Flora-Habitat-Gebiets Bergwiesen bei St. Andreasberg (FFH-Nr. 4229-303; 2,1529 km²). Auf Großteilen des Berges liegen Teile des Landschaftsschutzgebiets Harz (Landkreis Goslar) (CDDA-Nr. 321402; 2001; 389,75 km²).

## Geschichte
Im Winter 1929 wurde am Matthias-Schmidt-Berg erstmals ein Slalomwettbewerb ausgetragen. Seit 1948 entstand an diesem Berg ein Skistadion mit Sessel- und Schleppliften. Wegen schnell wachsender Besucherzahl wurde ein Einsersessellift gebaut. Dieser führte vom heutigen Bürogebäude (Winterkasse) schräg zulaufend zur heutigen Doppelsesselbahn I hinauf in Richtung Start der heutigen Sommerrodelbahn.

### Sommerskigebiet
Um im Sommer „Skibetrieb“ zu ermöglichen, wurde eine etwa 25 m breite Bahn aus Barytkies neben der damaligen Einsersesselbahn hinauf zum Berg angelegt. Das Befahren dieser Bahn war nur mit speziellen, schweren Holzski mit einer Metallschicht möglich. Solch historische Skier befinden sich noch heute im Besitz des Liftbetreibers.
Mitte der 70er Jahre wurde damit begonnen die Sommerskipiste mittels Grassaat zu wachsen zu lassen, weil die Instandhaltung dieser Bahn aus wirtschaftlicher Sicht nicht lohnend war.
Die ehemalige Baryt-Piste ist heute nur noch von weitem zu erkennen, weil der Pistenstreifen eine doch recht prägnante Bepflanzung hat, die sich vom Rest des Bergs abhebt.

### Skizentrum Matthias-Schmidt-Berg
Zu Beginn der 1970er-Jahre eröffnete Rudolf Alberti (1907–1974) das alpine Skizentrum am Matthias-Schmidt-Berg. Man begann mit dem Bau der Sommerrodelbahn und der dazugehörenden Doppelsesselbahn, sowie dem Neubau der Schlepplifte. Nach Fertigstellung beider Liftanlagen folgte 1975 die Eröffnung der ersten Doppelsesselbahn, wobei in den ersten Jahren die Gäste der Sommerrodelbahn mit dem Einsersessellift auf den Berg befördert wurden und die Schlitten (ohne Fahrgastbeförderung) mit dem neuen Doppelsessellift. 1981 begann das Abtragen des alten Sessellifts, um Platz für eine neue, moderne Doppelsesselbahn zu schaffen, deren Talstation direkt neben das alte Stationsgebäude gesetzt wurde. Heute sind nur noch Reste dieses Lifts zu erkennen. Die Talstation wurde zum Skiverleih umgebaut, die Bergstation wurde abgerissen und ihr ehemaliger Standort mit Fichten bepflanzt. Die letzte Stütze wurde 2010 entfernt, lediglich der Niederhalter in der Talstation ist noch vorhanden. Zudem befindet sich im Besitz der Alberti-Lift-Betriebe noch ein alter Liftsessel.

### Sonstiges
In den 1950er Jahren wurde am Matthias-Schmidt-Berg weltweit erstmals eine Beschneiungsanlage aus den USA getestet. Diese wurde in den folgenden Jahren immer mehr ausgebaut.

 Die Doppelsesselbahn 2 wurde in den 1990er-Jahren modernisiert. Sie erhielt einen neuen Antrieb und neue Sitzgehänge. 

2010 wurde der mittlere von bisher drei Schleppliften, der Schlepplift 2 wegen eines technischen Defekts stillgelegt und abgetragen. Eine Reparatur des Schlepplifts lohnte sich finanziell nicht, zumal direkt daneben noch der Schlepplift 1 vorhanden war. Dieser wurde 2021 jedoch auch abgebaut, so dass nur noch der höchstgelegene, ehemalige Schlepplift 3 (nach dem ersten Rückbau 2010 als „Schlepplift 2“ bezeichnet) vorhanden ist.

## Wintersportgebiet
Auf dem Berg liegt das Wintersportgebiet Skizentrum Matthias-Schmidt-Berg. Es bietet sechs Skipisten mit insgesamt 4,2 km Länge bei maximal 140 m Höhenunterschied, zwei Doppelsesselbahnen und zwei Schlepplifte befördern rund 3840 Personen pro Stunde auf den Berg. Ein kontaktloses Zugangssystem, kurze Wartezeiten und mehrere Kassen sorgen für einen schnellen Service. Eine moderne Beschneiungsanlage sorgt für eine ideale Schneeunterlage. Regelmäßig ist Flutlichtskifahren auf etwa 150.000 m² Fläche möglich. Auf dem Berg befindet sich die Gaststätte Matthias Baude. Am Bergfuß steht die Sportklause.

## Sommeraktivitäten

### Sommerrodelbahn
Am Matthias-Schmidt-Berg gibt es eine 550 m lange Sommerrodelbahn, die nicht schienengebunden ist. In speziellen Schlitten kann mittels Gas- und Bremshebel die Geschwindigkeit geregelt werden.

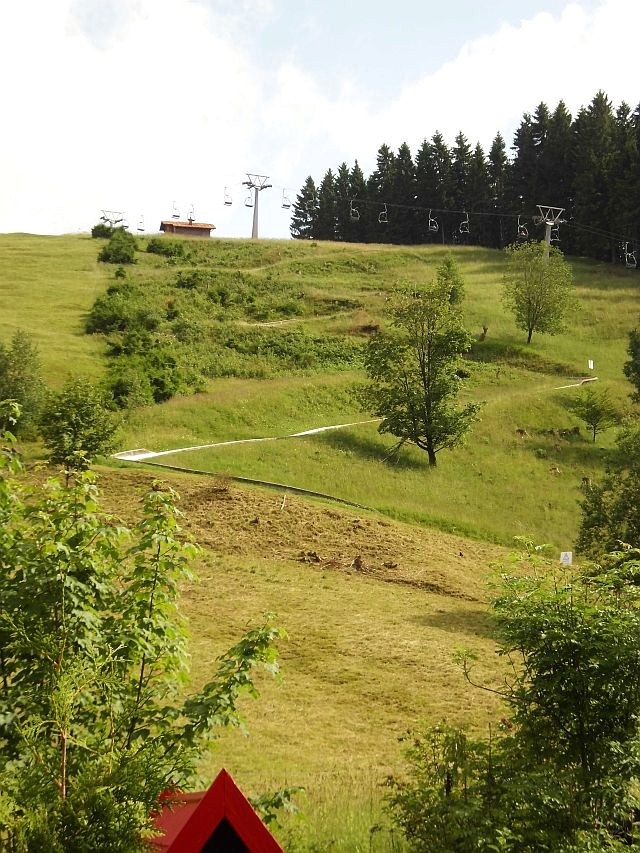
Sommerrodelbahn
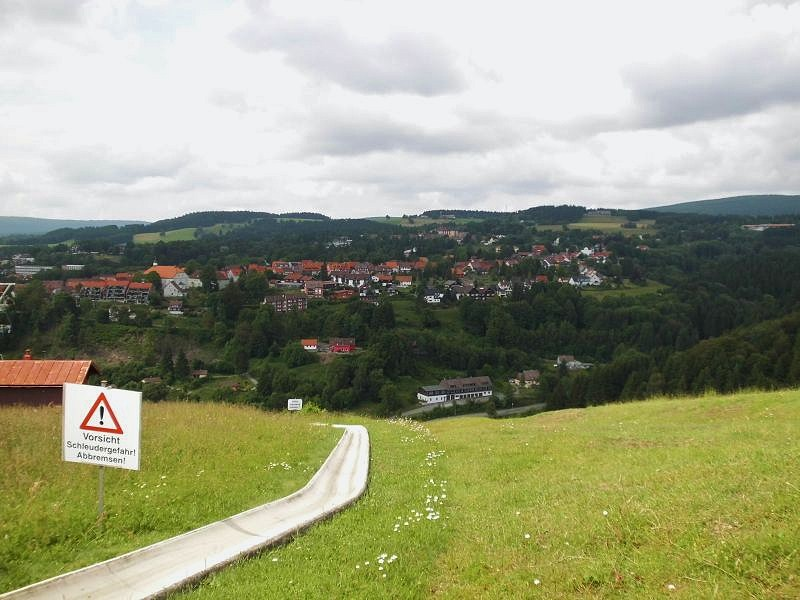
Blick von der Bergstation in die Betonrinne der Bahn
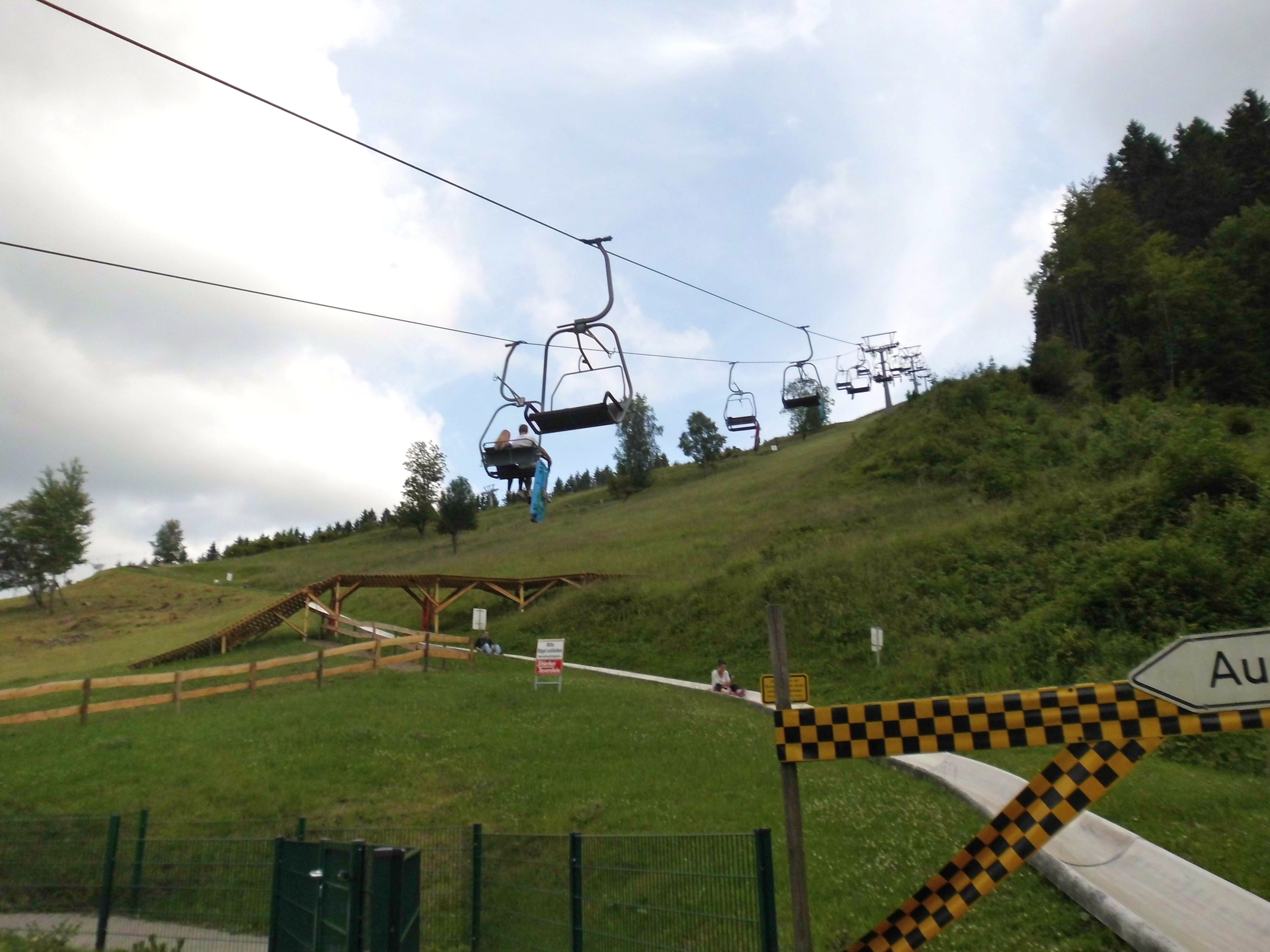
Liftanlage, vom Ziel der Rodelbahn aus gesehen

### MSB-X-Trail(Matthias-Schmidt-Berg-Trail)

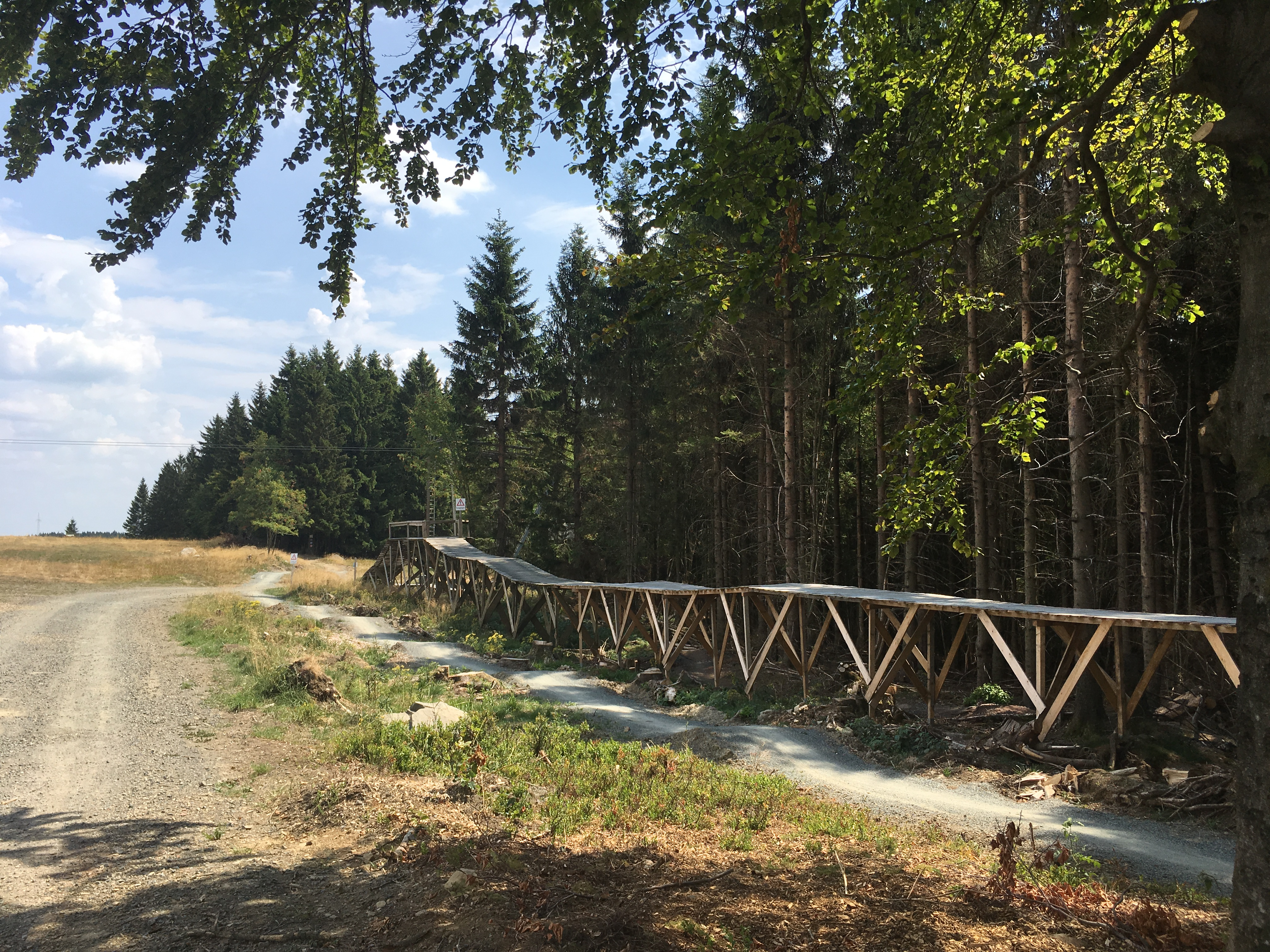
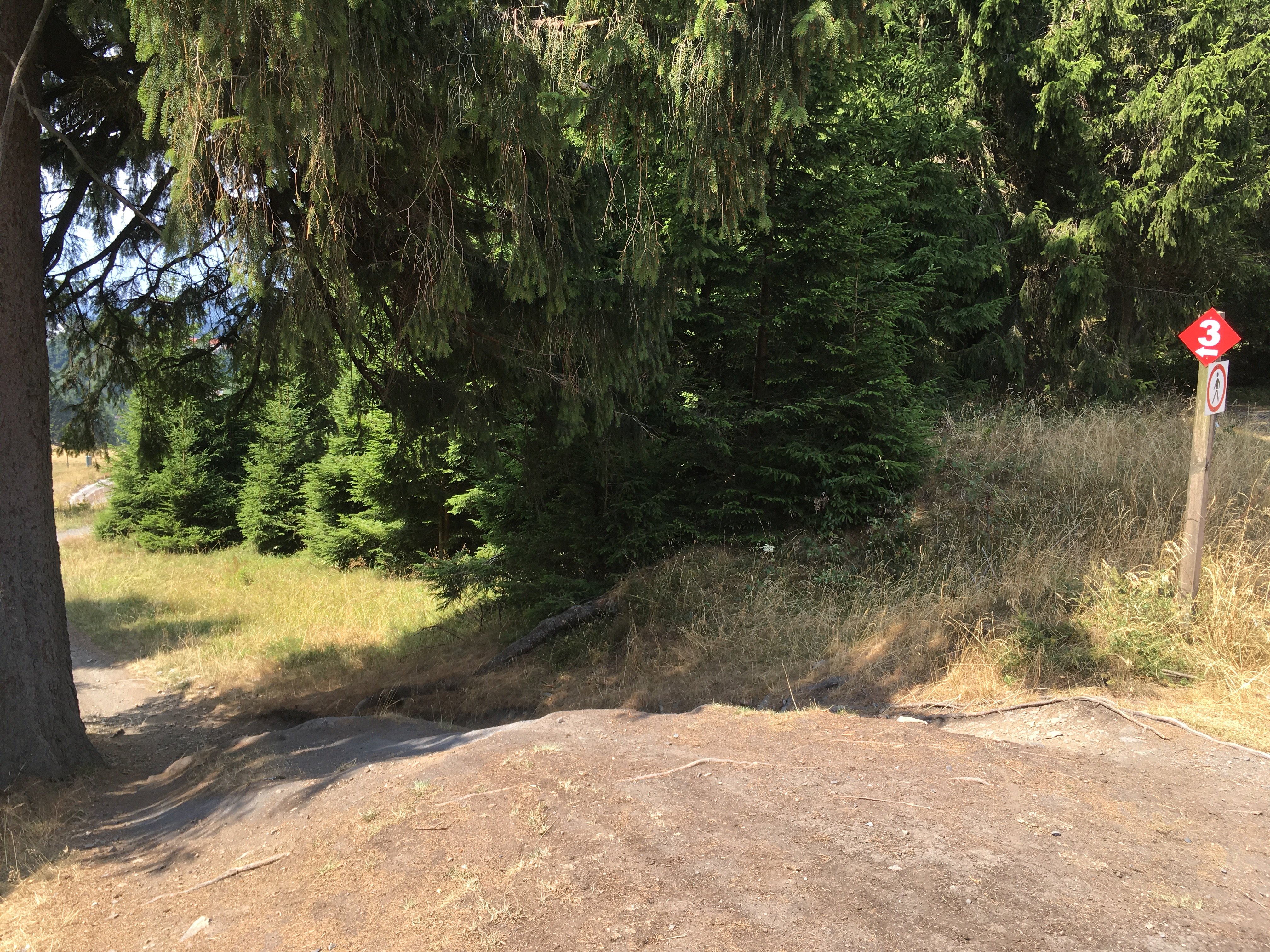
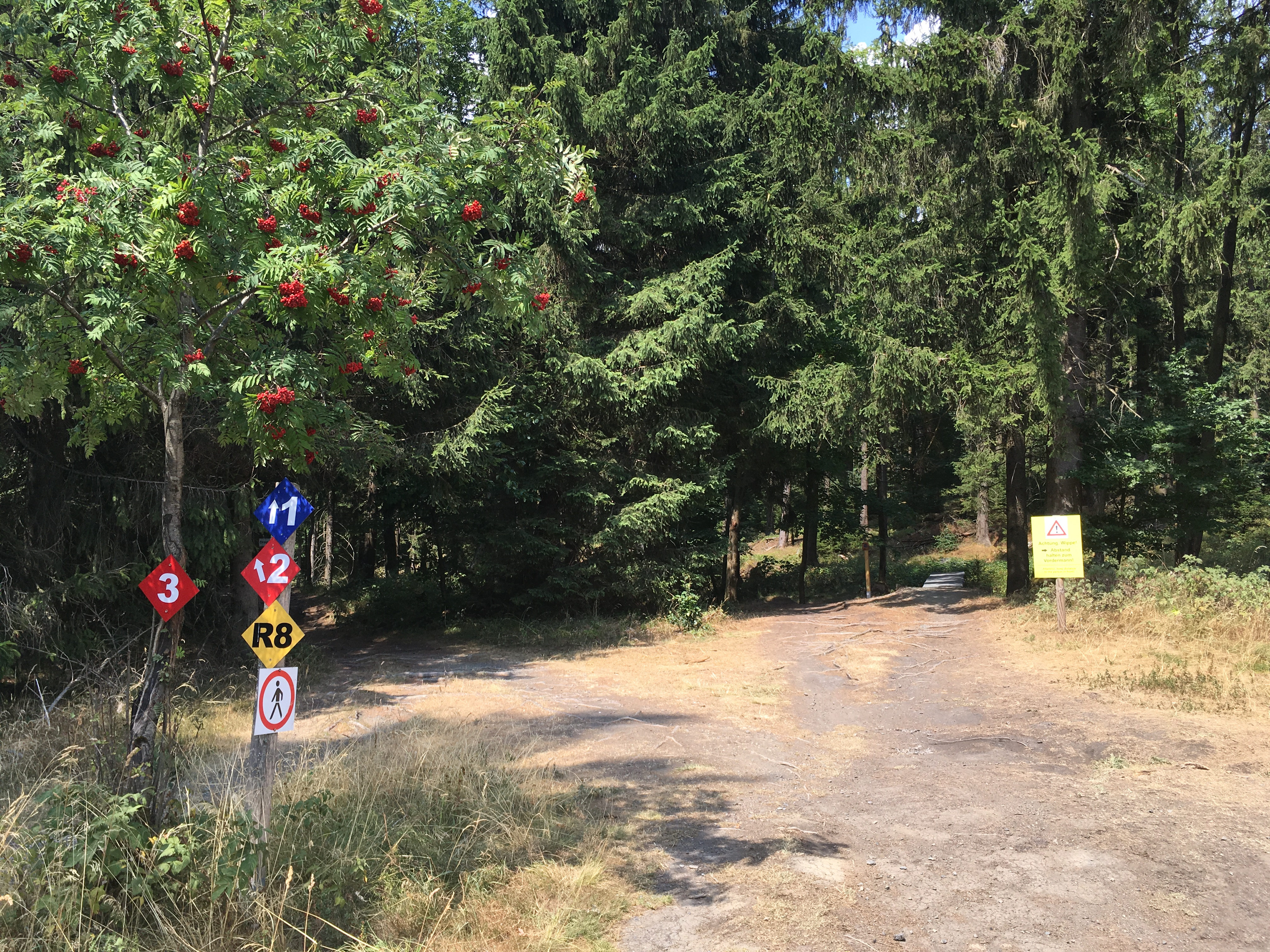
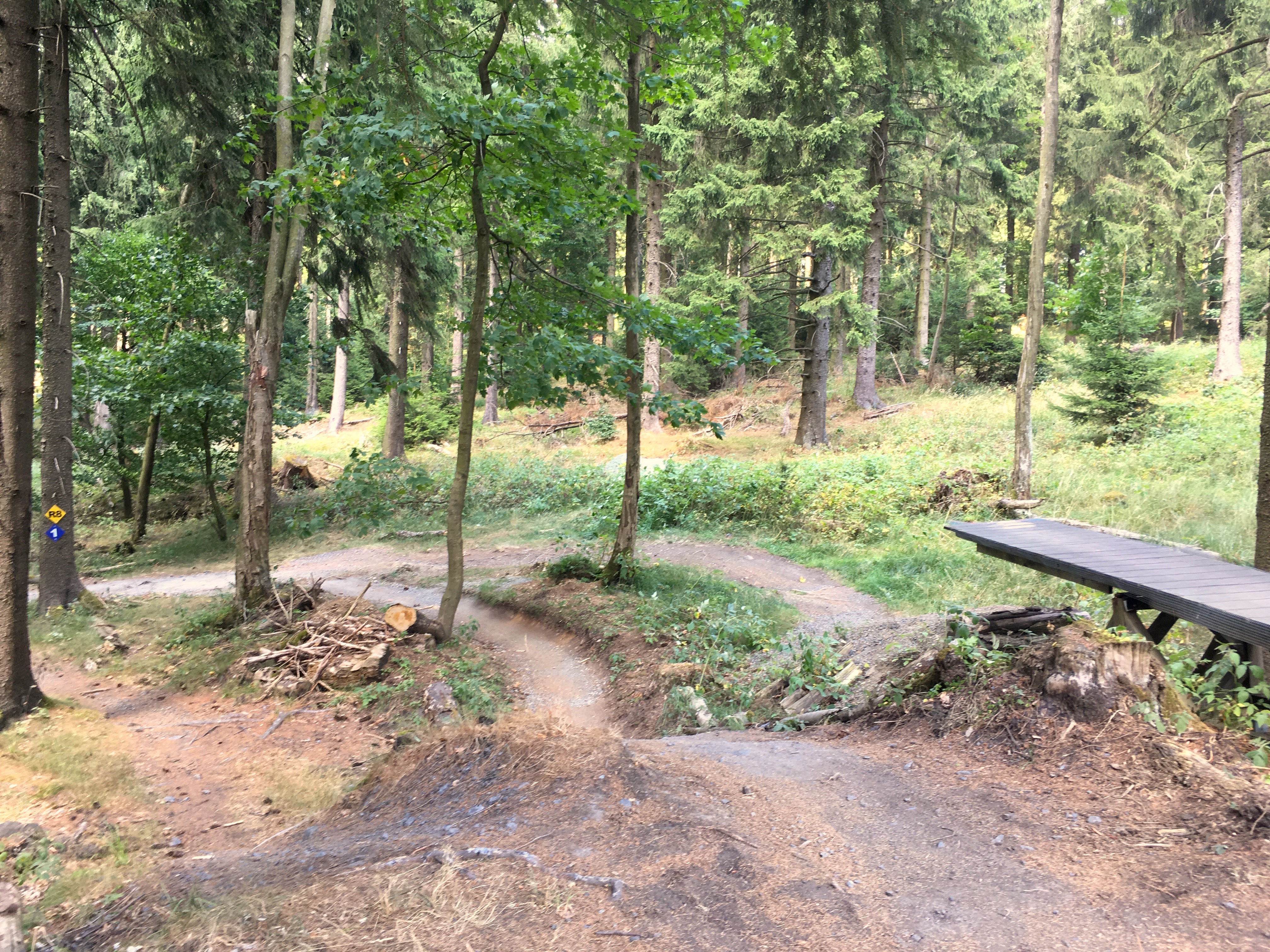

Im Oktober 2013 wurde mit dem MSB-X-Trail auf dem Matthias-Schmidt-Berg ein Mountainbike-Downhill-Park mit derzeit sechs verschiedenen Strecken angelegt. Die Gesamtabfahrtslänge beträgt etwa 12 km und beinhaltet Strecken von leicht (Freeride und Singletrail) bis hin zu Downhillbereichen. Die Bergfahrt erfolgt für die Nutzer des Bikeparks mit den Sesselbahnen, deren Sitzgehänge dazu mit Fahrradhaltern nachgerüstet worden sind. Im Juni 2015 fand dort erstmals die TrailTrophy Harz statt. Das Rennen führte über drei Strecken des Parks sowie durch die Ortsteile Sankt Andreasberg und Silberhütte. Das nächste Rennen fand am 18. Juni 2016 statt. An diesem Wochenende wurden auch die Giant Testdays ausgetragen, an denen man neueste Räder testen konnte. Im Herbst 2015 fand im Kurpark das Cross im Park Rennen statt, bei dem insgesamt 300 Europaletten als Hindernisse verbaut wurden.
Im Winter 2014 wurde das MSB-X-Trail Nightride ausgetragen. Dabei konnte man die Flutlicht-Abfahrten mit Bikes befahren. Diese Veranstaltung fand großes Interesse bei den Mountainbikern, sowie den regionalen Medien. In den Sommermonaten bietet der Park immer mittwochs das MSB-X-Trail Aftwerworkbiking an. Dort kann man zusätzlich bis 20 Uhr Mountainbike fahren. Im Frühjahr 2016 wurde im Bereich der Talstation der Sommerrodelbahn und des Sessellifts eine Holzblockhütte für den Bikeverleih erbaut, um ihn näher am Geschehen zu haben.